# Montgomery Clift
Montgomery Clift (właśc. Edward Montgomery Clift; ur. 17 października 1920 w Omaha, zm. 23 lipca 1966 w Nowym Jorku) – amerykański aktor filmowy i teatralny.

## Życiorys

### Młodość
Urodził się jako Edward Montgomery Clift w mieście Omaha (stan Nebraska), jako syn Williama Brooksa Clifta, wiceprezesa banku Omaha National Trust Company i Ethel „Sunny” Fogg. Clift miał bliźniaczą siostrę Robertę (Ethel) oraz brata, Williama Brooksa Jr., który miał nieślubnego syna z aktorką Kim Stanley. Montgomery Clift później mieszkał w Jackson Heights (nowojorski okręg Queens), aż do rozpoczęcia kariery na Broadwayu.
Ethel wychowywała Clifta i jego rodzeństwo, jakby byli arystokratami. Dzieci były uczone w domu przez matkę oraz przez prywatnych nauczycieli w Stanach Zjednoczonych i Europie. Aktor podejmował naukę w języku francuskim, niemieckim i włoskim.
Podczas II wojny światowej nie został przyjęty do służby wojskowej z powodu alergii i zapalenia jelita grubego.

### Wczesna kariera

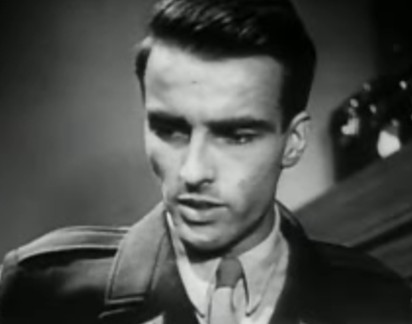
Clift w zwiastunie filmu Poszukiwania (1948)

Clint po raz pierwszy pojawił się na Broadwayu w wieku piętnastu lat i szybko osiągnął sukces. Występował na tamtejszej scenie przez dziesięć lat przed podjęciem kariery w Hollywood.
Clift zadebiutował, u boku Johna Wayne’a, w filmie Rzeka Czerwona, który został nakręcony w 1946 roku, ale premierę miał dwa lata później. Następnie wystąpił w filmie wojennym Poszukiwania (1948). Nie był zadowolony z jakości scenariusza i napisał go powtórnie, w większości samodzielnie. Film został nominowany do nagrody Oscara za najlepszy scenariusz adaptowany. Rola Clifta w tym filmie przyniosła mu pierwszą nominację do Oscara dla najlepszego aktora.
Kolejnym filmem aktora był melodramat Dziedziczka. Clift ponownie skrytykował scenariusz, ale także grę u boku Olivii de Havilland, po czym wyszedł z premiery filmu przed zakończeniem, ponieważ był niezadowolony ze swojej roli.
W 1950 wystąpił w dramacie filmowym Podzielone miasto. Choć ponownie zdobył uznanie krytyków, film okazał się porażką box office. Następnie miał zagrać w Bulwarze Zachodzącego Słońca (który został napisany specjalnie dla niego), ale zrezygnował w ostatniej chwili, ponieważ czuł, że bohater filmu był zbyt bliski jego życiu (podobnie jak on był przystojny i spotykał się ze starszymi, bogatymi kobietami).

### Lata świetności

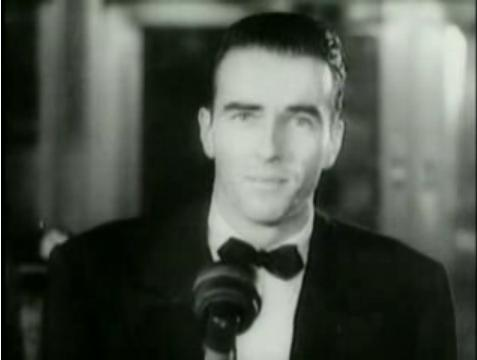
Clift podczas premiery filmu Miejsce pod słońcem (1951)

Na początku lat 50. był jednym z najbardziej rozchwytywanych aktorów w Hollywood, konkurując sławą jedynie z Marlonem Brando. Według Elizabeth Taylor (cytowanej w biografii Clifta napisanej przez Patricię Bosworth) „Monty mógł być największą gwiazdą na świecie, jeśli robiłby więcej filmów” (Clift był wybredny w wyborze ról).
Jego kolejny film Miejsce pod słońcem (1951) ukazuje jedną z jego najbardziej rozpoznawalnych ról. Studio Paramount Pictures do ról w tej produkcji zatrudniło parę największych wówczas młodych hollywoodzkich gwiazd (Clift i Elizabeth Taylor). Rola Clifta w tym filmie została przychylnie przyjęta przez krytykę, a aktor ponownie otrzymał nominację do Oscara dla najlepszego aktora. Aby dobrze przygotować się do scen więziennych w tym filmie, Clift spędził noc w prawdziwym więzieniu. Odmówił przyjęcia sugestii reżysera George’a Stevensa, żeby zrobić „coś niesamowitego”, podczas gdy jego bohater trafia na krzesło elektryczne. Zamiast tego aktor zagrał tę scenę z naturalnym, przygnębionym wyrazem twarzy. Jego główny rywal do Oscara, Marlon Brando, był tak poruszony grą Clifta, że oddał na niego głos w kategorii najlepszy aktor.
Następnie zagrał w thrillerze Wyznaję (1953) w reżyserii Alfreda Hitchcocka. Aktor przygotowywał się do roli, mieszkając przez pewien czas w kościele i studiując życie księży. Film okazał się klapą komercyjną ze względu na kontrowersje wokół postaci księdza (granej przez Clifta) uwikłanego w romans z kobietą.
Szczyt kariery filmowej Clifta przypadł na 1953 rok i rolę w filmie Stąd do wieczności. Do filmu nauczył się grać na trąbce, chociaż wiedział, że gra na instrumencie będzie dubbingowana przez profesjonalnego trębacza. Po raz kolejny Clift otrzymał nominację do Oscara dla najlepszego aktora, jednak przegrał z Williamem Holdenem. Clift był załamany przegraną. Od producentów filmu otrzymał mały złoty róg, który cenił przez resztę swojego życia.
Ostatnim filmem Clifta przed wypadkiem był Stacja końcowa (1953); po raz kolejny gra aktora zwróciła uwagę krytyków.
Odrzucił role w filmach Bulwar Zachodzącego Słońca (1950) i Na wschód od Edenu (1955).

### Wypadek samochodowy
Wieczorem 12 maja 1956, podczas realizacji zdjęć do filmu W poszukiwaniu deszczowego drzewa, Clift rozbił swój samochód o słup telegraficzny. Do zdarzenia doszło po tym, jak opuścił imprezę, która miała miejsce w domu przyjaciółki Taylor (i jej ówczesnego męża, Michaela Wildinga) w Beverly Hills. Aktorka, powiadomiona przez przyjaciela Kevina McCarthy’ego, który był świadkiem wypadku, przybiegła na miejsce zdarzenia i ręcznie usunęła ząb z języka Clifta, którym zaczął się dusić. Aktor pozostał przytomny. Doznał złamania nosa, pęknięcia żuchwy i kilku okaleczeń twarzy, które wymagały operacji plastycznej. Po długim okresie rehabilitacji aktor wrócił na plan, aby dokończyć film.
Po wypadku popadł w alkoholizm, a także uzależnił się od narkotyków i tabletek przeciwbólowych, podobnie jak po wcześniejszym przebyciu czerwonki, która spowodowała u niego przewlekłe problemy z jelitami. W rezultacie zdrowie i wygląd Clifta znacznie się pogorszyły.

### Kariera po wypadku
Jego kariera filmowa po wypadku, z powodu uzależnień, była opisywana jako „najdłuższe samobójstwo w historii Hollywood”. Clift kontynuował pracę przez kolejne dziesięć lat. Jego trzy następne filmy to Lonelyhearts (1958), Młode lwy (1958) i Nagle, zeszłego lata (1959). W 1960 roku premierę miał film Dzika rzeka (reż. Elia Kazan), w którym aktor zagrał obok Lee Remick. Później wystąpił on w dramacie Skłóceni z życiem (1961) będącym ostatnim filmem Marilyn Monroe i Clarka Gable’a.
Stan zdrowia Clifta zdecydowanie pogorszył się podczas kręcenia Doktora Freuda (reż. John Huston, 1962). Właściciele Universalu pozwali aktora za częste nieobecności, które spowodowały przekroczenie budżetu filmu. Strony zawarły ugodę poza sądem, a film odniósł sukces finansowy i zdobył wiele nagród za reżyserię i scenariusz. Po premierze filmu aktor pojawił się w programie The Hy Gardner Show, podczas którego opowiedział o wypadku, jego karierze filmowej oraz o traktowaniu przez prasę. Podczas rozmowy Gardner powiedział, że jest to „pierwszy i ostatni występ Montgomery Clifta w wywiadzie telewizyjnym”.
Ostatnią nominację do Oscara dla najlepszego aktora drugoplanowego otrzymał za rolę w Wyrok w Norymberdze (1961).

### Śmierć
Clift zmarł 23 lipca 1966 roku na zawał serca. Ceremonia pogrzebowa odbyła się w kościele St. James, w której uczestniczyło 150 gości, w tym Lauren Bacall, Frank Sinatra i Nancy Walker. Następnie aktor został pochowany na cmentarzu Quaker w Brooklynie. Elizabeth Taylor, która była w tym czasie w Paryżu, wysłała kwiaty, podobnie jak Roddy McDowall, Myrna Loy i Lew Wasserman.

### Życie prywatne
Patricia Bosworth, autorka biografii aktora, miała dostęp do rodziny Clifta i ludzi, którzy go znali i pracowali z nim, napisała w swojej książce: „Monty miał romanse z mężczyznami i kobietami. Po wypadku samochodowym wpadł w uzależnienie od środków przeciwbólowych i spoważniał. Jego kontakty stały się emocjonalne i zarezerwowane dla starych znajomych: Elizabeth Taylor, Libby Holman, Ann Walker i Nancy Lincoln. Clift był osobą biseksualną; powiedział kiedyś: «Uwielbiam mężczyzn w łóżku, ale tak naprawdę kocham kobiety!»”.
Taylor była znaczącą osobą w życiu Clifta. Poznali się podczas premiery Dziedziczki (1949). Pojawili się razem w filmie Miejsce pod słońcem (1951), gdzie ich sceny romantyczne otrzymały uznanie za swoją naturalność. Clift i Taylor zagrali także w filmach W poszukiwaniu deszczowego drzewa (1957) i Nagle, zeszłego lata (1959). Para pozostała w przyjacielskiej relacji aż do śmierci aktora.

## Filmografia
- 1939: Hay Fever (film telewizyjny)
- 1948
  - Poszukiwania (The Search) jako Ralph Stevenson
  - Rzeka Czerwona (Red River) jako Matthew „Matt” Garth
- 1949: Dziedziczka (The Heiress) jako Morris Townsend
- 1950: Podzielone miasto (The Big Lift) jako Danny MacCullough
- 1951: Miejsce pod słońcem (A Place in the Sun) jako George Eastman
- 1953
  - Wyznaję (I Confess) jako ojciec Michael William Logan
  - Stacja końcowa (Terminal Station) jako Giovanni Doria
  - Stąd do wieczności (From Here to Eternity) jako szeregowiec Robert E. Lee „Prew” Prewitt
- 1957: W poszukiwaniu deszczowego drzewa (Raintree County) jako John Wickliff Shawnessy
- 1958
  - Lonelyhearts jako Adam White
  - Młode lwy jako Noah Ackerman
- 1959: Nagle, zeszłego lata (Suddenly, Last Summer) jako dr Cukrowicz
- 1960: Dzika rzeka (Wild River) jako Chuck Glover
- 1961: Skłóceni z życiem (The Misfits) jako Perce Howland
- 1962
  - Doktor Freud jako Sigmund Freud
  - Wyrok w Norymberdze (Judgment at Nuremberg) jako Rudolph Petersen
- 1966: The Defector/L'espion jako prof. James Bower

## Nagrody i wyróżnienia
W 1960 roku Clift otrzymał gwiazdę na Hollywood Walk of Fame.

### Nominacje
Oscar
- 1949: Poszukiwania (aktor pierwszoplanowy)[7]
- 1952: Miejsce pod słońcem (aktor pierwszoplanowy)[10]
- 1954: Stąd do wieczności (aktor pierwszoplanowy)[12]
- 1962: Wyrok w Norymberdze (aktor drugoplanowy)[17]

Złoty Glob
- 1962: Wyrok w Norymberdze (aktor drugoplanowy)

BAFTA
- 1962: Wyrok w Norymberdze (aktor zagraniczny)[a][19]